# Таємниці «Нічної варти»
«Таємниці „Нічної варти“» — фільм 2007 року.

## Зміст
Як ідентифікувати вбивцю серед стрільців роти капітана Франса Баннінґа Кока і лейтенанта Віллема ван Рейтенбурґа? Гостросюжетна історія розслідування політичної змови й лиховісного злочину за допомогою однієї з найзагадковіших картин у світовому мистецтві, шедевра Рембрандта «Нічна варта». Які події в житті художника відбилися на його полотнах пронизливою глибиною й неземним світлом? Екстравагантний погляд на життя і творчість геніального Рембрандта.